# Порт-Салерно (Флорида)
Порт-Салерно (англ. Port Salerno) — переписна місцевість (CDP) в США, в окрузі Мартін штату Флорида. Населення — 10 401 особа (2020).

## Географія
Порт-Салерно розташований за координатами 27°8′43″ пн. ш. 80°11′19″ зх. д. / 27.14528° пн. ш. 80.18861° зх. д. (27.145193, -80.188709).  За даними Бюро перепису населення США в 2010 році переписна місцевість мала площу 10,44 км², з яких 9,13 км² — суходіл та 1,31 км² — водойми.

## Демографія
Згідно з переписом 2010 року, у переписній місцевості мешкала 10 091 особа в 4455 домогосподарствах у складі 2674 родин. Густота населення становила 966 осіб/км².  Було 5399 помешкань (517/км²).
Расовий склад населення:
| - 82,2 % — білих - 9,1 % — чорних або афроамериканців - 0,7 % — азіатів - 0,6 % — корінних американців - 0,1 % — вихідців з тихоокеанських островів - 5,2 % — осіб інших рас |

До двох чи більше рас належало 2,1 %. Частка іспаномовних становила 14,7 % від усіх жителів.
За віковим діапазоном населення розподілялося таким чином: 18,2 % — особи молодші 18 років, 57,1 % — особи у віці 18—64 років, 24,7 % — особи у віці 65 років та старші. Медіана віку мешканця становила 48,8 року. На 100 осіб жіночої статі у переписній місцевості припадало 96,6 чоловіків;  на 100 жінок у віці від 18 років та старших — 96,4 чоловіків також старших 18 років.
Середній дохід на одне домашнє господарство  становив 59 131 долар США (медіана — 41 465), а середній дохід на одну сім'ю — 72 442 долари (медіана — 53 619). Медіана доходів становила 31 602 долари для чоловіків та 40 326 доларів для жінок. За межею бідності перебувало 12,4 % осіб, у тому числі 18,5 % дітей у віці до 18 років та 9,8 % осіб у віці 65 років та старших.
Цивільне працевлаштоване населення становило 4574 особи. Основні галузі зайнятості: мистецтво, розваги та відпочинок — 17,8 %, освіта, охорона здоров'я та соціальна допомога — 16,1 %, науковці, спеціалісти, менеджери — 14,4 %, роздрібна торгівля — 13,0 %.